# Gizem Elmaağaçlı
Gizem Elmaağaçlı (4 de noviembre de 1997) es una deportista turca que compitió en tiro con arco, en la modalidad de arco compuesto. Ganó una medalla en el Campeonato Europeo de Tiro con Arco al Aire Libre de 2018 y dos medallas en el Campeonato Europeo de Tiro con Arco en Sala de 2019.

## Palmarés internacional
| Campeonato Europeo al Aire Libre | Campeonato Europeo al Aire Libre | Campeonato Europeo al Aire Libre | Campeonato Europeo al Aire Libre |
| Año                              | Lugar                            | Medalla                          | Prueba                           |
| -------------------------------- | -------------------------------- | -------------------------------- | -------------------------------- |
| 2018                             | Legnica (Polonia)                | Medalla de oro                   | Equipo                           |
| Campeonato Europeo en Sala       |                                  |                                  |                                  |
| Año                              | Lugar                            | Medalla                          | Prueba                           |
| 2019                             | Samsun (Turquía)                 | Medalla de oro                   | Individual                       |
| 2019                             | Samsun (Turquía)                 | Medalla de bronce                | Equipo                           |